# Seznam španskih smučarskih tekačev
Seznam španskih tekačev na smučeh.

## C
- Javier Gutiérrez Cuevas
- Juan Jesús Gutiérrez Cuevas

## J
- Oscar Jorba

## M
- Johann Mühlegg

## O
- Laura Orgué

## R
- Imanol Rojo
- Diego Ruiz

## V
- Vicenç Vilarrubla

## Z
- Haritz Zunzunegui